# 善待动物组织的讽刺网页游戏

图为《精灵宝可梦 黑·蓝》的标题画面，游戏名称借鉴于《精灵宝可梦 黑·白》。图中受伤的宝可梦从左到右依次为：水水獭、藤藤蛇、暖暖猪和皮卡丘。

善待动物组织是一家总部位于美国的动物权益保护组织，曾先后在自己的网站上推出數款网页游戏，这些游戏模仿恶搞了《超级马里奥兄弟》、《料理妈妈》、《精灵宝可梦 黑·白》等已上市的游戏。游戏旨在引发他人关注现实生活中的动物权利和福利问题，并提倡人们把饮食方式转向素食甚至全素食。该组织的努力成果并没有获得多少好评，不同评论家就多方面批评游戏，认为游戏“对原作认识不足”、“不合逻辑”并且“重于观念灌输”。

## 历史

图为《超级小鸡》的一张截图，是该组织最著名的游戏之一，游戏涉及肯德基餐厅及日本任天堂公司知名虛構角色瑪利歐與路易吉兄弟。

该组织为了将理念游戏化，曾制作两款Flash游戏，包括2001年制作的《让弗莱德呕吐》（Make Fred Spew）和2003年制作的《救小鸡》（Save the Chicks），以此支持其旗下的反奶制品联盟（PETA's anti-dairy）和反肯德基联盟的声援活动，两款游戏得到了学术期刊和新闻媒体的一些报道。经善待动物组织的网络营销主管乔尔·巴特利特（Joel Bartlett）确认，于2004年推出的《番茄复仇》（Revenge of the PETA Tomatoes）和《青蛙过河》的模仿作《龙虾解放》（Lobster Liberation）也属于该组织最早推出的几部游戏作品。但该组织的早期作品并未受到游戏界的广泛关注，直至2007年《超级小鸡》（Super Chick Sisters）发布后才有所改观；玩家可在这款超级马里奥风格的作品中选择小鸡姐妹娜戈特（Nugget）和柴凯特（Chickette）的一员，救出因向外界透露肯德基在生产食品时存在虐待动物的问题而被桑德斯上校绑架的素食女明星帕米拉·安德森。游戏续集于两年后发布，在续作中，麦当劳叔叔再次绑架安德森，并打算让她成为开心乐园餐的原料之一，小鸡姐妹必须再救她一遍。
2008年，该组织推出做饭模拟游戏《料理妈妈》的改编版本《料理妈妈：虐杀动物》（Cooking Mama: Mama Kills Animals）。玩家要完成数个迷你游戏，通过料理动物尸体来完成对火鸡的烹调，其中穿插着鼓励玩家为开发商Majesco Entertainment写信要求制作仅有素食食谱版本的标语。当玩家完成了主线关卡后，料理妈妈变成了一名纯素食主义者，并与一只火鸡拥抱。与此同时，玩家则做了一道Tofurkey（植物蛋白制成的人造火鸡）。游戏也介绍了火鸡的一些小知识，及感恩节相关的纯素食菜谱。

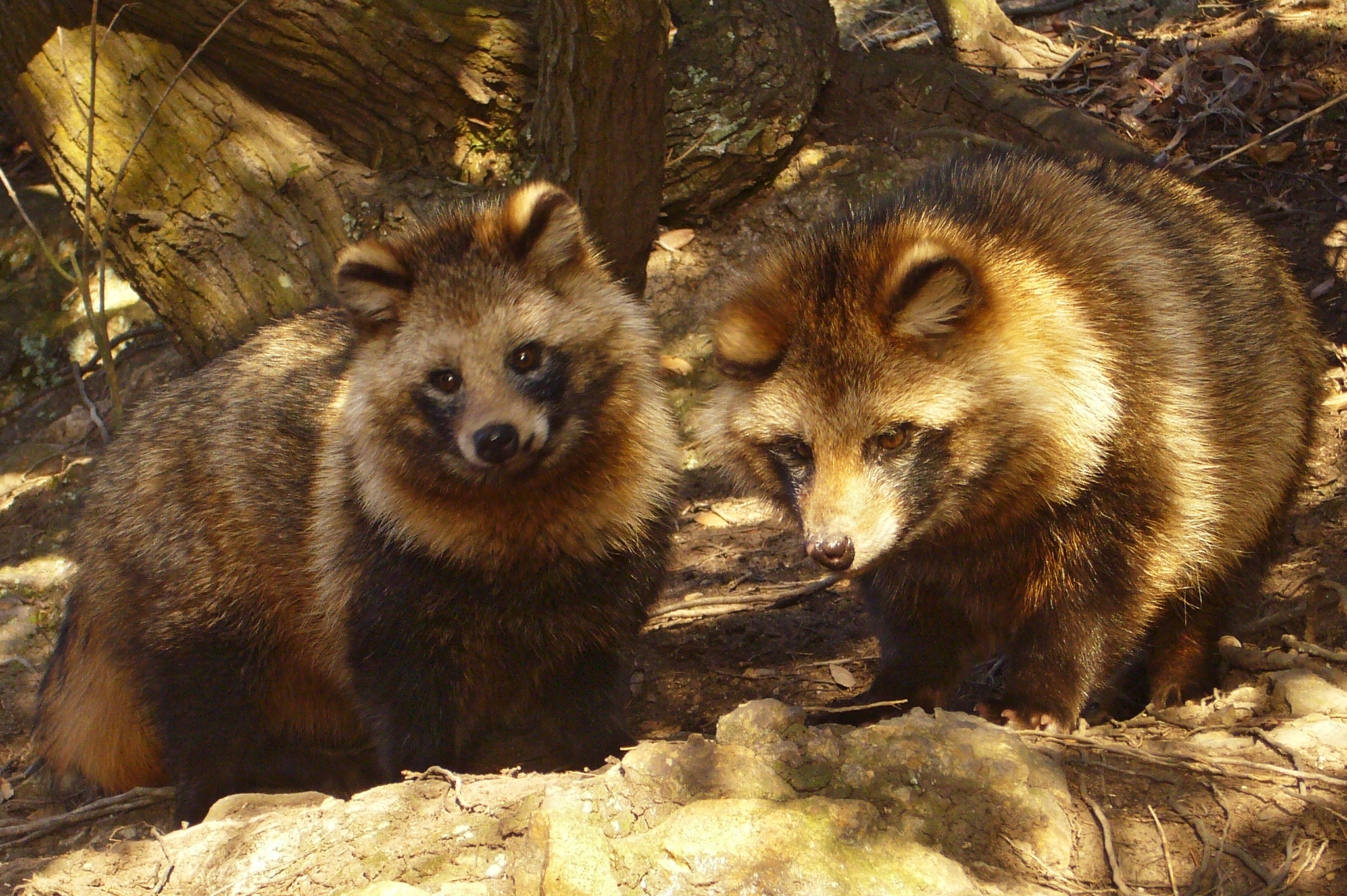
玩家游玩《超级马里奥兄弟3》时，可让马里奥使用道具“狸猫装”——这件装束模仿了日本狸猫的外观（如图所示）。该组织开发《马里奥杀狸猫》是为提醒民众关注现实生活中为获取狸猫皮而杀死狸猫的现象。

Team Meat的艾德蒙·麦克米伦是独立游戏《超级肉肉哥》的开发者，他为了让善待动物组织戏仿其游戏而在该组织的官方论坛创建了多个帐户。该组织紧接着开发了《超级豆腐哥》（Super Tofu Boy）并于2010年12月发布。玩家需要扮演豆腐哥来对抗肉肉哥以营救后者的女友绷带妹。这部传统平台游戏在各个关卡间穿插了很多支持素食的标语及肉类消费和畜牧业的相关小知识。
该组织发布模仿自《超级马里奥兄弟3》的《马里奥杀狸猫》（Mario Kills Tanooki）后发表一份声明，称游戏“会以一种戏谑滑稽的方式，呼吁各位关注活剥狸猫皮的严重问题”。除此之外还写着“马里奥穿着狸猫装，是在告诉人们‘穿毛皮也没事’。”玩家在这款动作游戏需操纵一只没有毛皮的活狸猫，追赶马里奥以夺回其毛皮。
该组织又推出精灵宝可梦系列的非官方作品《精灵宝可梦 黑·蓝》，这部参考于《精灵宝可梦 黑·白》的游戏把目光转到了动物斗殴及研究上。玩家需操控从训练师黑连（日语：チェレン）那儿逃来的皮卡丘，在角色扮演风格的战斗中先令它和黑连对战，再转到其他训练师处以帮助更多宝可梦脱离主人的魔爪。除皮卡丘以外，热心的乔伊小姐也乐意帮忙。游戏续作《精灵宝可梦 红·白·蓝》于2013年推出，该游戏影射任天堂不间断地售卖《精灵宝可梦》系列游戏会让大众逐渐丧失对动物的同情心。《精灵宝可梦 红·白·蓝》依旧是角色扮演游戏，主角是皮卡丘和大奶罐，他们要发动一场打击顽固食肉主义者的讨伐，与汉堡神偷等麦当劳卡通人物对战，进而努力转变他们根深蒂固的肉产观念。
该组织于同年推出清版动作游戏《牢笼战争：别再虐待动物》（Cage Fight: Knock Out Animal Abuse），游戏风格与《热血物语》相近。玩家得操纵素食综合格斗手杰克·希尔兹、亚伦·辛普森和格奥尔基，痛击给动物做测试的人以拯救被囚禁的动物。游戏开头还警告玩家在现实中殴打科学家属于违法行为。

## 评价及影响
电子游戏新闻界予以这些游戏的评价多为负面。《福布斯》的作家埃里克·凯恩将此系列游戏概括为“一堆愚蠢的抗议”。他还指出该组织并未讽刺《打鸭子》、《王牌猎人》之类的著名狩猎类游戏，同时“游戏会导致现实暴力”的想法也缺乏逻辑。
《马里奥杀狸猫》获得评论家的差评，他们通常批评游戏缺乏对戏仿对象的调查。即使该游戏所抗议的重点在于马里奥穿上狸猫装而非亲自伤害狸猫，但《游戏联盟》还是指出：“从任意一名玩家的角度来看，都可以明显发现PETA的这款游戏已经本末倒置；马里奥在每一款以他为主角的游戏中都踩扁了数百个敌人，但从没见过他伤害狸猫。”凯恩（Kain）称这款游戏很“可笑”，毕竟玩家从来只是对狸猫服两眼冒光，并未因此对杀害真的狸猫产生兴趣。
Joystiq的杰西卡·康迪特（Jessica Conditt）发现《精灵宝可梦 黑·蓝》的立意自相矛盾：“尽管拳击、脚踢、刀切、棒打这些虚拟动物确实糟糕，可人们似乎就该乖乖就范于反击的电流之下”。Kotaku的杰森·施赖埃尔（Jason Schreier）称游戏“着实荒谬”。同处Kotaku的迈克·费伊（Mike Fahey）写了一篇几乎全是批评《精灵宝可梦 红·白·蓝》的文章，幽默诙谐地写道：“游戏虽说大多时候只是在四处瞎逛，却无时无刻不用双大手，把其中的标语灌进你脑子里。”
但也有些评论者给予此系列游戏较好的评价。费伊（Fahey）认为《新超级小鸡》“尽管游戏重于观念灌输，它作为一个平台小游戏还是相当不错”。G4TV的尼寇·紫伟拉（Nikole Zivalich）感觉《超级豆腐男孩》“其实是打发时间的大好方式”。另外，她身为素食主义者，亦宣称“我站‘豆腐队’”。《游戏地带》的迈克·斯布来达（Mike Splechta）总结全系列游戏时表示“比别的游戏少说了点花言巧语，但更容易使其观点深入人心。”他觉得《牢笼战争》很“爽快”，并且称赞其游戏操作以及芯片音乐，鼓励读者尽管去玩。
有些原游戏的开发商曾对该组织的戏仿行为做过回应。Team Meat为回应戏仿行为，将豆腐哥添入游戏升级版以作为可玩角色。Majesco回覆该组织称，料理妈妈本身不是素食主义者，但一直支持人道对待动物，并且“永远不会把鼠类放到她的蔬菜杂烩当中”。任天堂则在回覆该组织时发表声明：“任天堂与宝可梦公司严肃对待不当利用我方产品和知识产权的行为。”

## 知名游戏
已被新闻媒体报道的游戏及原游戏列举如下：
- （2007）– 《超级马里奥兄弟》[8]
- 《料理妈妈：虐杀动物》（2008） – 《料理妈妈》[11]
- （2009） – 《新超级马里奥兄弟》[8]
- 《超级豆腐男孩》（2010） – 《超级肉食男孩》[15]
- 《马里奥杀狸猫》（2011） – 《超级马里奥兄弟3》[33]
- 《精灵宝可梦 黑·蓝》（2012） – 《精灵宝可梦 黑·白》[34]
- 《牢笼战争：别再虐待动物》（2013） – 《热血物语》[32]
- 《精灵宝可梦红·白·蓝：和麦当劳的无端仇恨》（2013） – 《精灵宝可梦 黑·白》[27]

## 注解
1. ↑  英文名称是“Kentucky Fried Cruelty”，直译为“肯塔基州的油炸残暴行径”，与肯德基的英文名称“Kentucky Fried Chicken”（肯塔基州的炸鸡）仅一词之差。